# Dé à quatorze faces

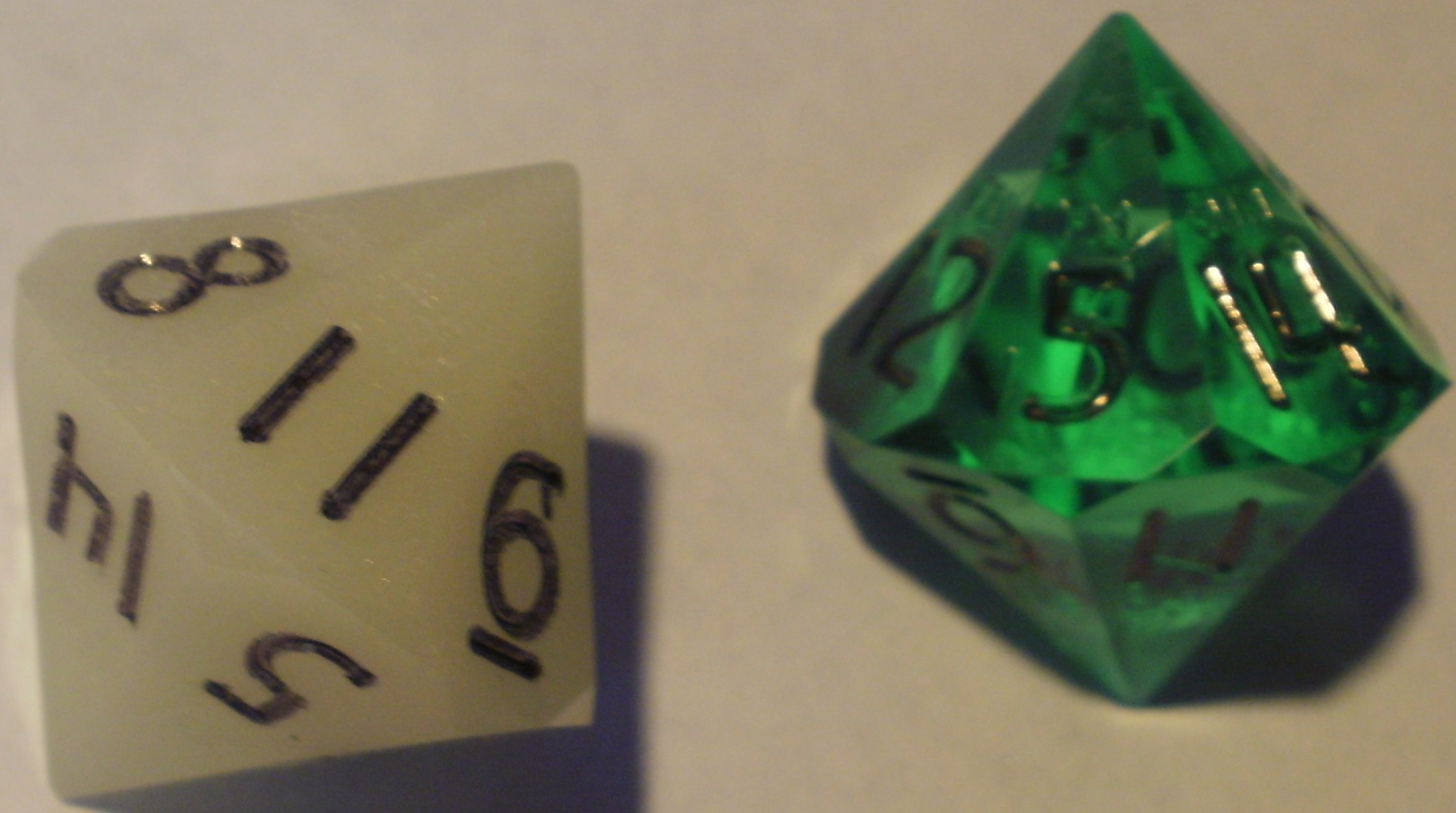
Deux dés à quatorze faces.

Un dé à quatorze faces ou d14 en abrégé est une variante de dé comportant quatorze faces. 
On pourrait faire des bipyramides heptagonales, mais comme pour le dé à dix faces, les pyramides sont décalées.

## Historique
La notion de dé à quatorze faces semble déjà exister avec le Liubo (« les six bâtons »), jeu chinois qui pourrait dater de la Dynastie Shang (2029-1046 av. J.-C.).
Un dé à quatorze faces fait de dents d'animaux a ainsi été trouvé dans une tombe multimillénaire dans la province du Shandong. Ce dés contient les chiffres un à six, doublés, ainsi que deux faces blanches dans le sens où elles sont non marquées.